# Tradescantia subaspera
Tradescantia subaspera är en himmelsblomsväxtart som beskrevs av Ker Gawl. Tradescantia subaspera ingår i släktet båtblommor, och familjen himmelsblomsväxter.

## Underarter
Arten delas in i följande underarter:
- T. s. montana
- T. s. subaspera

## Bildgalleri

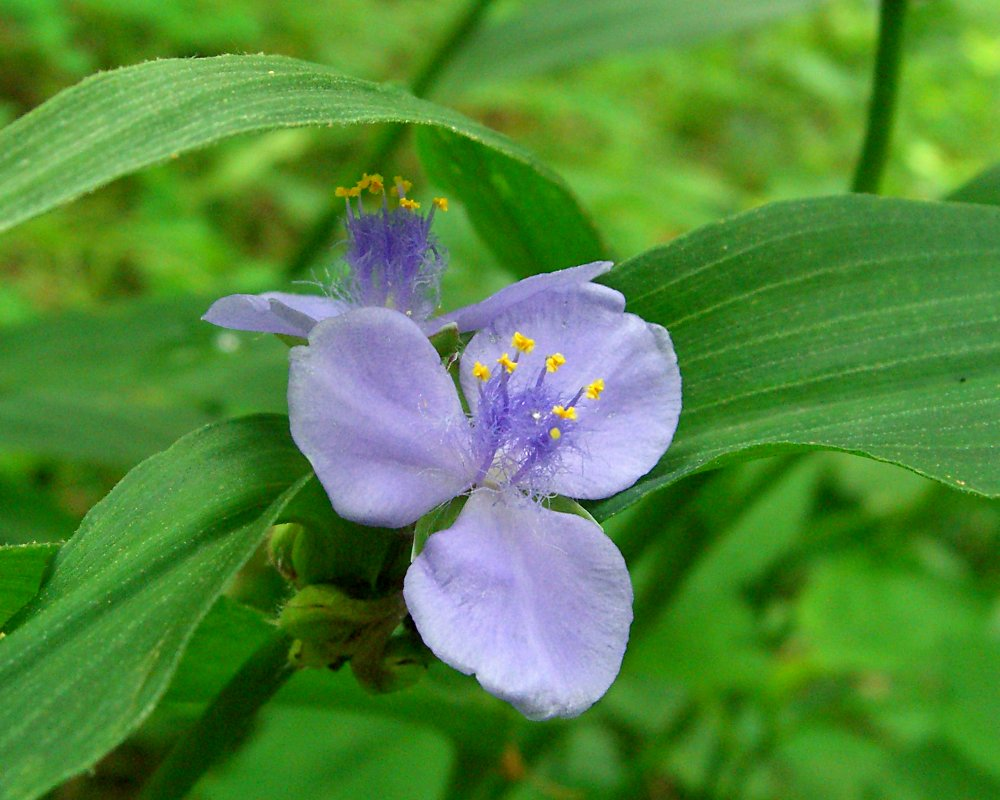
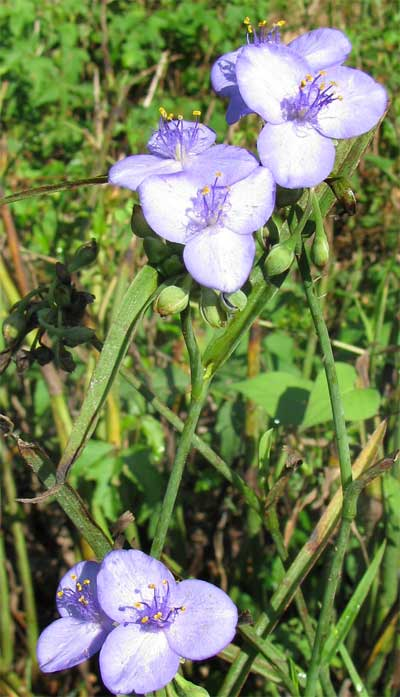
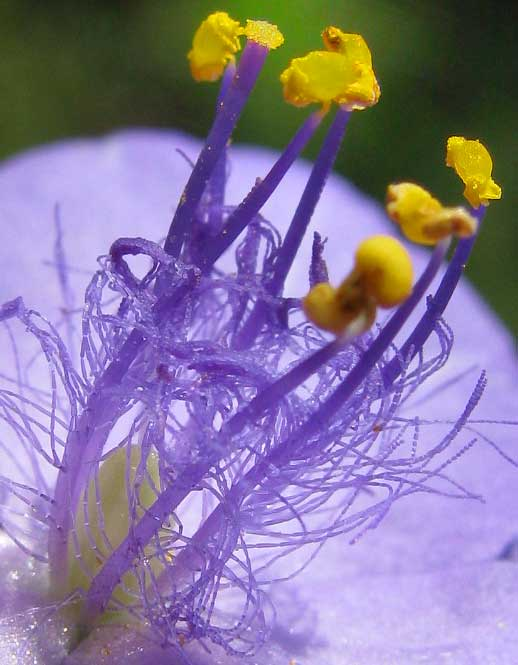